# Grundsunda församling
Grundsunda församling är en församling i Örnsköldsviks norra pastorat i Örnsköldsviks kontrakt i Härnösands stift. Församlingen ligger i Örnsköldsviks kommun i Västernorrlands län (Ångermanland). 
Församlingskyrka är Grundsunda kyrka.

## Administrativ historik
Församlingen har medeltida ursprung. På 1480-talet utbröts Nordmalings församling.
Församlingen utgjorde till 2022 ett eget pastorat. 1 januari 2022 gick församlingen upp i Örnsköldsviks norra pastorat. 

## Kyrkoherdar
| Ämbetstid | Namn                        | Levnadstid | Övrigt                                         |
| --------- | --------------------------- | ---------- | ---------------------------------------------- |
| 1447      | Magnus                      |            |                                                |
| 1541–1572 | Jonas Petri                 |            |                                                |
| 1573–1580 | Nicolaus Jonae              |            | Senare kyrkoherde i Sollefteå församling.      |
| 1581–1604 | Petrus Nicolai              |            | Senare kyrkoherde i Säbrå församling.          |
| 1605–1623 | Sigvardus Johannis          |            |                                                |
| 1624–1638 | Laurentius Petri Buss       | –1638      |                                                |
| 1638      | Jonas Johannis Hernodius    |            | Senare kyrkoherde i Boteå församling.          |
| 1639–1654 | Ericus And. Wattrangius     |            | Senare kyrkoherde i Torsåkers församling.      |
| 1654–1678 | Sven Olai Djupzelius        | 1600–1678  |                                                |
| 1679–1698 | Ericus Erici Djupaedius     |            |                                                |
| 1699–1709 | Erik Er. Djupaedius         | 1664–1709  |                                                |
|           | Petrus Ström                |            |                                                |
| 1728–1730 | Petrus Joh. Kalling         |            |                                                |
| 1730–1732 | Erik Er. Djupaedius Ström   | 1699–1732  |                                                |
| 1734–1746 | Petrus Christoph. Sebrelius | –          |                                                |
| 1748–1749 | Jöns Nilsson Granbaum       | 1703–1749  |                                                |
| 1752–1766 | Erik Widgren                |            | Senare kyrkoherde i Nätra församling.          |
| 1766–1778 | Hans Jonae Tunaeus          | 1704–1778  |                                                |
| 1779–1786 | Aestan Harlin               |            | Senare kyrkoherde i Nätra församling.          |
| 1786–1812 | Lars Er. Backlund           | 1725–1812  |                                                |
| 1813–1818 | Johan Augustin Hellman      | 1770–1818  |                                                |
| 1822–1838 | Olof Lindfors               |            | Senare kyrkoherde i Lövångers församling.      |
| 1839–1852 | Anders Sidner               | 1788–1852  |                                                |
| 1854–1863 | Erik Gustaf Julin           |            | Senare kyrkoherde i Anundsjö församling.       |
| 1863–1871 | Olof Brundell               | 1814–1871  |                                                |
| 1872–1880 | Johan Olof Huss             |            | Senare kyrkoherde i Nätra församling.          |
| 1881–1884 | Johan Alexius Rydén         |            | Senare kyrkoherde i Ramsele-Edsele församling. |
| 1884–1896 | Frithiof Laurentz Edvall    | 1829–1896  |                                                |
| 1898–     | Carl Hasselberg             | 1856–1938  | Kontraktsprost.                                |